# ادنا ماسکل
ادنا مری ترزا ماسکل (انگلیسی: Edna Mary Therese Maskell؛ زادهٔ ۱۳ آوریل ۱۹۲۸) ورزشکار دو و میدانی زن رشته دو با مانع اهل رودزیای شمالی است که در بازی‌های کشورهای همسود سال ۱۹۵۴ در ونکوور در مجموع برندهٔ ۱ مدال طلا و ۱ مدال برنز شده‌است. وی همچنین در  بازی‌های المپیک تابستانی ۱۹۵۲ برای آفریقای جنوبی رقابت نمود.